# GUT
GUT este o formație germană de grindcore, considerată adesea „părintele pornogrindului”, și cunoscută pentru vocalul over-the-top și morbid, și imagistica pornografică. Natalie Purcell, în cartea sa Death Metal Music: The Passion and Politics of a Subculture, sugerează că pornogrind-ul este definit exclusiv pe baza conținutului său liric și imagistica unică, concentrându-se pe conținut pornografic. Purcell remarcă faptul că trupe cum ar fi GUT includ "melodii mai simple, mai lente, și mai mult asemănătoare cu rock-ul".
În release-ul GUT din 2006, The Cumback 2006, formația începe combinarea grindcore-ului cu elemente de hip hop, hardcore punk, și muzică electronică.

## Membri
- „Torturer of Lacerated” - chitară, vocal
- „Satanic Tits” - chitară, vocal
- „Organic Masturbator of 1000 Splatter Whores” - baterie/vocal
- „Spermsoaked Consumer of Pussy Barbecue” - vocal/programare muzicală

## Discografie
- Drowned in Female Excrements (demo, 1991)
- Spermany's Most Wanted 7" (Malodrous Mangled Innards, 1992)
- Cripple Bitch split 7" cu Retaliation (Regugitated Semen, 1994)
- Gefotzt Gefistelt casetă promoțională live (Macabre, 1994)
- Split 7" EP with Morphea (Mobid Single, 1994)
- Hyper-Intestinal Vulva Desecration 7" (Necroharmonic, 1994)
- Twat Enema split 7" cu Gore Beyond Necropsy (Malodorous Mangled Innards, 1994)
- Fistful of Sperm split 7" cu Brain Damage (Regurgitated Semen, 1994)
- Odour of Torture (Regurgitated Semen, 1995; re-lansat în 2000 de Deliria Noise Outfitters / Decomposed Sounds, în 2006 de Moral Insanity)
- Assyfied/Pussyfied 7" (Malodorous Mangled Innards, 1995)
- Enter the Painroom split 7" cu Dead (Gulli, 1995)
- Want Some Nuke or Gut? casetă split cu Nuke (Macabre, 1995)
- The Singles Collection (Deliria Noise Outfitters / Decomposed Sounds, 2000; re-lansat în 2006 de Moral Insanity)
- The Cumback 2006 (Necroharmonic/Obliteration, 2006)
- Pimps of Gore 7" (Supreme Chaos, 2006)
- Girls on Acid split 7" cu Rompeprop (Everydayhate, ?)
- Hooker Ballett split EP cu Gonorrhea Pussy (Last House on the Right, 2006)
- Gigolo Warfare split EP cu Distorted Impalement (Morbid, 2007)
- The Green Slime Are Coming split EP cu Satan's Revenge On Mankind (Rotten Roll Rex, 2010)